# Auguszta Viktória német császárné
Auguszta Viktória német császárné és porosz királyné, született Auguszta Viktória schleswig–holsteini hercegnő (németül: Prinzessin Auguste Viktoria von Schleswig–Holstein, Kaiserin von Deutschland und Königin von Preußen, teljes nevén Auguste Viktoria Friederike Luise Feodora Jenny; Dolzig, 1858. október 22. – Doorn, 1921. április 11.) schleswig–holstein–sonderburg–augustenburgi hercegnő, házassága révén Németország császárnéja és Poroszország királynéja.

## Származása és gyermekkora
Auguszta Viktória hercegnő 1858-ban látott napvilágot Frigyes Keresztély schleswig–holsteini herceg és Adelheid hohenlohe–langenburgi hercegnő első leányaként, egyben második gyermekeként. A hercegnő az Oldenburg-ház augustenburgi uralkodó ágához tartozott; édesapja ellenben soha nem került ténylegesen is Schleswig–Holstein trónjára, mivel azt 1864-ben a porosz–osztrák szövetséges erők a porosz–osztrák–dán háború folyamán kiszakították a dán fennhatóság alól, és megszállták a hercegséget.
Auguszta Viktória hercegnőt a családi hagyományoknak megfelelően evangélikus hitre keresztelték, neveltetése is ebben a szellemben folyt. 1866-ban, miután az osztrák kormány átengedte Holsteint a poroszoknak, Frigyes herceg és családja száműzetésbe kényszerült. A család Gotha városa mellett a ma Lengyelországhoz tartozó Dolzigot választotta új otthonául; Auguszta Viktória itt töltötte boldog, csendes gyermekkora jelentős részét.

## Házassága és gyermekei
Auguszta Viktória hercegnő a türingiai Reinhardsbrunn várában ismerkedett meg majdani férjével, Vilmos porosz és német herceggel; noha hivatalos bemutatásukra csak 1878-ban került sor Potsdamban. A fiatal herceg ekkoriban a kor egyik legszebb hercegnőjének tartott Erzsébet hesseni hercegnő kegyeiért küzdött, ám a hercegnő egy orosz nagyherceg házassági ajánlatát fogadta el. Vilmos herceg és Auguszta Viktória hercegnő eljegyzésének gondolata a szülőkben merült fel, elsősorban a herceg édesanyja, Viktória brit királyi hercegnő és porosz trónörökösné támogatta az ötletet. Az eljegyzést 1880-ban, rögtön Frigyes Keresztély herceg halála után bejelentették. A közvélemény főként elítélően nyilatkozott a menyasszonyról, nem tartva őt elég előkelő származásúnak; valamint azt is felhozták Vilmos herceg választása ellen, hogy Poroszország és Schleswig között feszült a viszony. A herceg döntését családján belül is érték kritikák, így például nagyapja, I. Vilmos német császár elítélően vélekedett róla. Ugyanakkor a trónörökös házaspár nagy örömmel fogadta a bejelentést, környezetükben hasonló vélemény alakult ki Auguszta Viktóriáról: „Régi német család sarja és testestül-lelkestül német”.

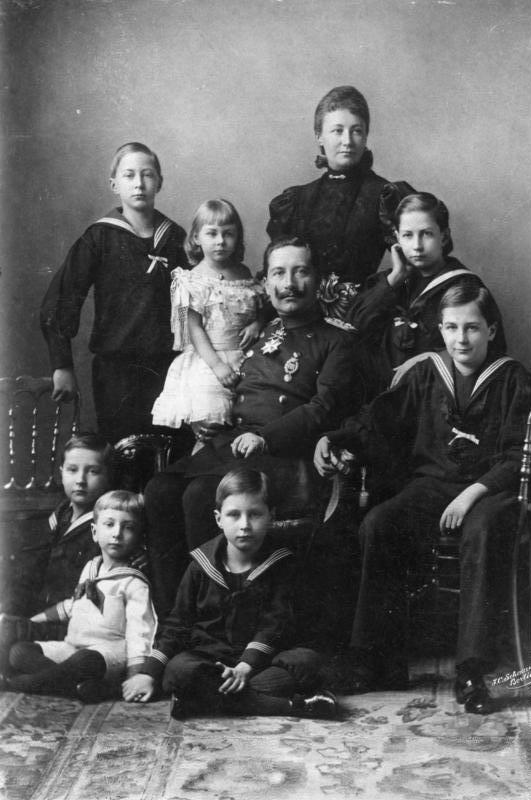
A német császári család (1896)

1881. február 21-én a fővárosban egy nyolcórás szertartás keretében Auguszta Viktória hercegnő feleségül ment Vilmos porosz herceghez. A herceg még magánéletében is megkövetelte a pontosságot, a katonás fegyelmet. Auguszta Viktória igyekezett mindig férje kedvében járni és alkalmazkodni a herceg által elvárt, szigorú szabályokkal meghatározott életvitelhez. Hét gyermekük született, akik közül Auguszta Viktória kedvence utolsó fia, Joakim herceg lett:
- Vilmos herceg (1882–1951), később Németország címzetes császára és Poroszország címzetes királya
- Eitel Frigyes herceg (1883–1942), a Német Császári Hadsereg tisztje
- Adalbert Ferdinánd herceg (1884–1948), a Német Császári Haditengerészet tisztje
- Ágost Vilmos herceg (1887–1949), a Sturmabteilung tisztje
- Oszkár herceg (1888–1958), a Német Császári Hadsereg tisztje
- Joakim herceg (1890–1920), a Német Császári Hadsereg tisztje
- Viktória Lujza hercegnő (1892–1980), házassága révén Braunschweig uralkodó hercegnéje és Hannover címzetes királynéja.

## Német császárnéként és porosz királynéként
A családban csak „Dona” becenéven ismert Auguszta Viktória hercegné rendkívül erős akaratú személyiség volt, ennek ellenére férje politikájába soha nem szólt bele. A porosz királyi család erős ellenérzésekkel viseltetett iránta. Férje húgai, Zsófia és Sarolta hercegnők különösen lenézték sógornőjüket. Auguszta Viktóriának nem sikerült jó kapcsolatot kialakítania anyósával sem – Viktória trónörökösné azt várta, menye majd segít közelebb hozni őt és elsőszülött fiát, de a trónörökösnének csalódnia kellett. Az ellentétet kettejük között csak fokozta eltérő politikai véleményük, illetve az, hogy Auguszta anyacsászárné halála után anyósa helyett Auguszta Viktória kapta meg a Vöröskereszt elnöki tisztségét, melyre pedig az akkor már özvegy Viktória hőn áhítozott.

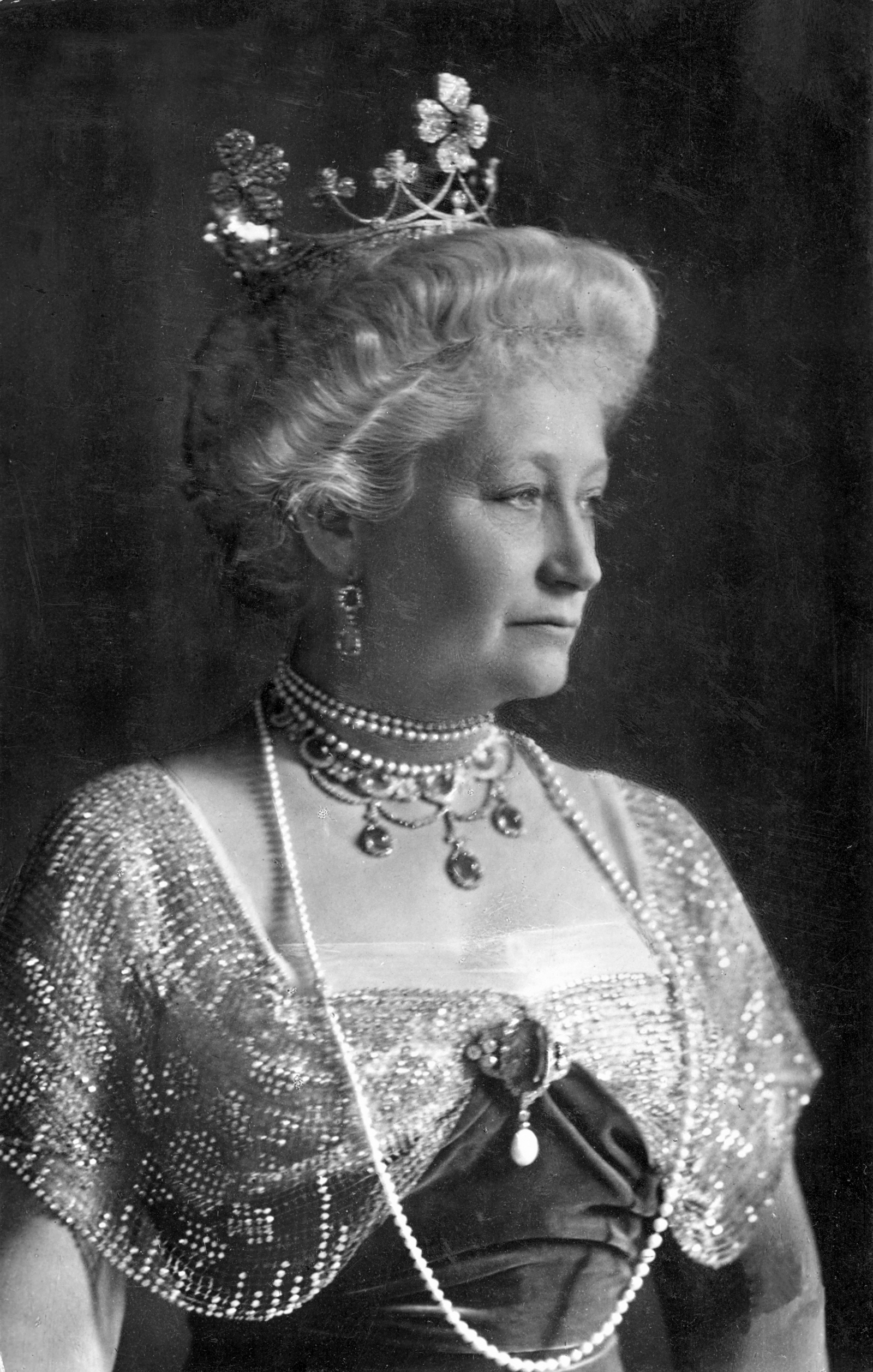
Auguszta Viktória német császárné és porosz királyné (1913)

1888. június 15-én apósa halálával Vilmos herceg Németország császárává, Auguszta Viktória pedig német császárnévá és porosz királynévá emelkedett. II. Vilmost uralkodói teendői mind gyakrabban szólították el a családjától, a magányos Auguszta Viktória pedig anyósánál keresett menedéket. Kapcsolatuk megjavult ugyan; de a császárné csak ritkán engedte gyermekeit a nagyanyjukhoz, tartva a brit hercegnőként született Viktória híresen liberális eszméitől. A konzervatív nézeteket valló Auguszta Viktória mélyen elkötelezte magát az evangélikus vallás mellett. Támogatásával és pártfogásával több evangélikus templomot is építettek a német fővárosban; az 1914-ben megalapított jeruzsálemi „Kaiserin Auguste Victoria Stiftung” evangélikus közösségnek ő volt a névadója. Mély vallásossága a családon belül problémákhoz is vezetett: 1890-ben sógornéja, Zsófia görög trónörökösné úgy döntött, átkeresztelkedik az ortodox hitre, így tisztelegvén új hazája előtt. Auguszta Viktória heves vitákat folytatott Zsófia hercegnővel, hiába próbálva jobb belátásra téríteni. Az éppen várandós császárné olyannyira belebetegedett ebbe, hogy túl korán hozta világra legkisebb fiát, Joakim herceget – aki egyébként élete végéig mentális problémákkal küzdött. II. Vilmos császár felesége oldalára állt a vitában; hosszabb időre megrontva ezáltal kapcsolatát a húgával.
Auguszta Viktória a maga korában hatalmas népszerűségnek örvendett. A németek szerették egyszerű gondolkodásmódját, konzervativizmusát. A császárné szívesen jótékonykodott, reprezentatív és egyéb királyi kötelességeit igyekezett minél tökéletesebben ellátni. A kulturális és a politikai életben nem játszott akkora szerepet, mint elődjei; ezt a világháború után több történész is indokként hozta fel, amikor a német császárnét negatívan hasonlították Erzsébet osztrák császárnéhozhoz és anyósához. Emellett gyakran azt is fel szokták emlegetni a császárné és királyné ellen, hogy nem érdeklődött mélyebben a művészetek iránt, nem játszott tehetséggel semmilyen hangszeren.
Az első világháború folyamán nagyobb összegeket áldozott jótékony célokra, elsősorban kórházak és sebesült katonák számára. Az 1918-ban kitört forradalom megdöntötte a monarchiát; II. Vilmos császár hollandiai száműzetésbe kényszerült. Auguszta Viktória hűségesen kitartott férje mellett. Az idős házaspár a Vilma holland királynő által felajánlott Doorn-házban töltötte száműzetésük napjait. Auguszta Viktória egészségét nagyon megviselték a forradalom következményei; melyet csak tetézett, hogy 1920. július 18-án kedvenc fia, Joakim herceg öngyilkosságot követett el. Állapota rohamosan hanyatlott, végül 1921. április 11-én elhunyt. Halálhírét gyászjelentésben közölték a német újságok; a kormány engedélyezte maradványai hazaszállítását Németországba. A volt német császárné és porosz királyné temetésén ezres nagyságú tömeg rótta le kegyeletét az elhunyt előtt, ámbár II. Vilmos és legidősebb fiuk nem vehettek részt a szertartáson. A porosz királyi család hagyományinak megfelelően a potsdami kastély mauzóleumában helyezték örök nyugalomra.

## Fordítás
- Ez a szócikk részben vagy egészben az Auguste Viktoria von Schleswig-Holstein-Sonderburg-Augustenburg című német Wikipédia-szócikk ezen változatának fordításán alapul.  Az eredeti cikk szerkesztőit annak laptörténete sorolja fel. Ez a jelzés csupán a megfogalmazás eredetét és a szerzői jogokat jelzi, nem szolgál a cikkben szereplő információk forrásmegjelöléseként.